# Jean d'Ibelin (mort en 1266)
Pour les articles homonymes, voir Jean d'Ibelin.
Jean d'Ibelin, né en 1215, décédé au mois de décembre 1266, comte de Jaffa et d'Ascalon est un juriste renommé et l'auteur d'un important traité de lois du royaume de Jérusalem. 

## Biographie
Il était fils de Philippe d'Ibelin, bailli de Jérusalem et de Chypre, et d'Alix de Montbéliard, et le neveu de Jean d'Ibelin, le « Vieux Seigneur de Beirouth ». Pour le distinguer de son oncle et d'autres membres de la famille prénommés Jean, il est parfois appelé Jean de Jaffa.
Sa famille était la première branche des Ibelin à s'être installée à Chypre, à cause de la régence de son père de 1218 à 1227. En 1229, Jean quitta Chypre avec sa famille lorsque Frédéric II, l'empereur germanique, confisqua les fiefs des Ibelins sur l'île. Ils s'installèrent temporairement dans le nord de la Palestine, où la famille avait des fiefs. Il combattit à la bataille de Casal Imbert, en 1232, où son oncle défit Riccardo Filangieri, le lieutenant de Frédéric en Orient. Aux alentours de 1240, il épousa Maria de Barbaron († 1263), la sœur d'Héthoum Ier d'Arménie. En 1241, il fut probablement responsable d'un traité de compromis entre les Ibelin et l'empereur dans lequel Simon de Montfort, 6e comte de Leicester devait gouverner le royaume. Ce compromis ne fut jamais mis en application et Simon ne vint jamais en Terre Sainte ; les Ibelin continuèrent à lutter contre les partisans des Hohenstaufen, et ils enlevèrent Tyr à leurs ennemis. Jean prit part à ce siège.
Un peu plus tard, peu avant 1245 et le début de la septième croisade, Jean devint comte de Jaffa et d'Ascalon et seigneur de Rama. Rama était un ancien fief des Ibelin, mais Jaffa et Ascalon appartenaient à d'autres, comme Gautier IV de Brienne, dont le fils Jean (neveu du roi Henri Ier de Chypre) fut spolié par l'acquisition des Ibelin. Cela se produisit probablement lorsque le roi Henri, le cousin de Jean, devint régent de Jérusalem et distribua des terres à ses barons chypriotes pour se créer un réseau de partisans. Ascalon furent repris par les Mamelouks en 1247.
En 1249, Jean rejoint la septième croisade et participa à la prise de Damiette au côté de Saint Louis. Louis fut fait prisonnier lorsque Damiette fut repris, et Jean semble avoir échappé à ce sort. Libéré en 1250, Louis se rendit à Jaffa ; le connétable et chronique Jean de Joinville brosse un portrait de Jean très favorable. Il devint un seigneur très célèbre de l'Orient chrétien, correspondant aussi avec Henri III d'Angleterre et le pape Innocent IV.
Henri Ier mourut en janvier 1254 et Saint Louis revint en France en avril 1254, laissant Jean comme bailli de Jérusalem. Il fit la paix avec Damas et utilisa les forces de Jérusalem pour attaquer Ascalon. Les Égyptiens assiégèrent Jaffa en retour. Jean les attaqua et les défit, et donna le bailliage à son cousin Jean d'Arsuf après la victoire.
Cependant, les communautés marchandes génoise et vénitienne entrèrent en conflit, dans la « guerre de Saint Sabas ». Jean soutint les Vénitiens. Dans le but de ramener l'ordre dans le royaume, Jean et Bohémond VI d'Antioche demandèrent à la reine Plaisance de Chypre de prendre la régence au nom du roi absent Conradin. Au cours d'une bataille navale, les vénitiens défirent les génois, qui perdirent Acre. Avec Plaisance et Hugues II à Acre, la famille Ibelin commença à perdre de l'influence, mais en 1263 Jean commença une liaison avec Plaisance qui fit scandale.
Jean ne put faire que peu de choses quand Baybars, le sultan mamelouk d'Égypte se battit en Palestine contre les Mongols. Baybars avait imposé sa suzeraineté sur Jaffa, et utilisa certainement ce port pour approvisionner l'Égypte. Pendant ce temps Jean rédigea son traité détaillé des lois du royaume, nommé le livre des Assises de Jérusalem. Jean mourut en 1266 et Baybars conquis Jaffa en 1268.

## Mariage et enfants
Avec Marie d'Arménie, il eut :
- Jacques d'Ibelin († 1276) comte de Jaffa
- Philippe d'Ibelin
- Guy d'Ibelin († 1304), comte de Jaffa
- Jean d'Ibelin
- Hethum d'Ibelin
- Oshin d'Ibelin
- Marguerite d'Ibelin,abbesse à Nicosie
- Isabelle d'Ibelin, mariée en 1270 à Smbat de Saravantikar
- Marie d'Ibelin, mariée en 1270 à Vahran d'Hanousse († 1271), puis à Grégoire Tardif